# Schönste Bücher Österreichs
Die Auszeichnung Schönste Bücher Österreichs, ehemals Schönstes Buch Österreichs, wird jährlich vom Hauptverband des österreichischen Buchhandels in Zusammenarbeit mit dem Bundesministeriums für Kunst, Kultur, öffentlichen Dienst und Sport (BMKÖS) an 15 verschiedene Werke vergeben. Zusätzlich wird an einzelne Bücher ein mit 3.000 Euro dotierter Staatspreis verliehen.
Der Bewerb ist Teil des internationalen Wettbewerbs Schönste Bücher aus aller Welt, der von der Leipziger Stiftung Buchkunst organisiert wird. Alljährlich vergibt die Stiftung als höchste Auszeichnung die Goldene Letter an das Buch, „das in Typografie, Einband, Gestaltung und buchbinderischer Verarbeitung nicht nur einwandfrei, sondern vor allem auch innovativ ist“.

## Kategorien
- Allgemeine Literatur: Belletristik und Gedichtbände
- Allgemeine Sachbücher, Kochbücher und Ratgeber, regionale und historische Bildbände
- Kinder- und Jugendbücher, Graphic Novels
- Zeitgenössische Kunstbände, Fotokunst, Architektur, Ausstellungskataloge
- Lehr- und Schulbücher, wissenschaftliche Publikationen
- Sonderproduktionen (mit ISBN) und/oder Bücher, die nicht in den Handel gelangen

## Preisträger
- 2023 – Staatspreisträger:[2]
  - Public Matters – Zeitgenössische Kunst im Belvedere-Garten, gestaltet von Willi Schmid
  - Roger Boltshauser – Response, gestaltet von Andrea Gassner und Christopher Walser
  - Das Belvedere – 300 Jahre Ort der Kunst, gestaltet von Marie Artaker

- 2022 – Staatspreisträger:[3]
  - SMadness: Von Schönheit und Schrecken des Schachspiels von Michael Ehn und Ernst Strouhal, gestaltet von Michael Karner und Nina Sponar
  - Axel Koschier von Ayami Awazuhara, Beatrice Forchini, Sophie Lapalu, Julia Moebus, Cristina Ramirez, Victoria Wigzell, Axel Koschier, gestaltet von Astrid Seme
  - Aus der Dunkelheit (Out of the darkness): Gebäude und Orte als Akteure der Erinnerung (Buildings and sites as actors in remembrance) von Hubert Lobnig, Angela Koch und Moritz Matschke, gestaltet von Alexandra Möllner

- 2021 – Staatspreisträger:[4]
  - Fotografie als Motiv von Caroline Heider, Ruth Horak, Lisa Rastl und Claudia Rohrauer, gestaltet von Astrid Seme, Verlag: Mark Pezinger Books
  - Toubab im Senegal von Patrick Bonato, gestaltet von Patrick Bonato, Verlag: Luftschacht Verlag
  - SalzburgBilder von Rainer Iglar, Michael Mauracher und Michael Weese, gestaltet von Studio Fjeld, Verlag: FOTOHOF edition
- 2020 – Staatspreisträger:[5][6]
  - alles oder nichts wortet – Festschrift für Ferdinand Schmatz von G. Steinbuch, S. Huber, S. Konrath, G. Pichler, F. Prokopetz und T. Rupp
  - Lina, die Entdeckerin von Katharina Schönborn-Hotter, Lisa Charlotte Sonnberger und Flo Staffelmayr
  - A Non-Reader for people who like to look at letters von David Einwaller
- 2019 – Staatspreisträger:[1][7]
  - Melin von Rahel Messerli
  - Warning Signs – London, Battle, Hastings 2018 von Zita Oberwalder
  - COMPANY – Fotografien und Fragmente über das Arbeiten von Beatrix Zobl und Wolfgang Schneider

- 2018 – Staatspreisträger:[1][8]
  - A little like you / Ein bisschen wie du von Lilly Axster, Christine Aebi, Henrie Dennis und Jaray Fofana
  - Mach’s Maul auf von Emma Strische
  - Milch/Milk. Gabe, Lust und Verlust von Irini Athanasakis
- 2017 – Staatspreisträger:[9]
  - 8630 Mariazell von Erwin Polanc
  - Franz West – Artistclub von Agnes Husslein-Arco und Harald Krejci
  - An Evening von R. H. Quaytman
- 2016 – Staatspreisträger:[10]
  - aufSÄTZE! – Essays zur Poetik, Literatur und Kunst von Ferdinand Schmatz
  - Schwarz Österreich – Die Kinder afroamerikanischer Besatzungssoldaten von Niko Wahl, Tal Adler und Philipp Rohrbach
  - The Toolbox is You von Maria Kluge, Heidemarie Dobner und Veronika Leutzendaorff
- 2015 – Staatspreisträger:
  - Nowhere Men – Illegale Migranten im Strom der Globalisierung von Christoph Miler
  - Die Welt im Spiel – Atlas der spielbaren Landkarten von Ernst Strouhal
  - Fäden der Macht – Tapisserien des 16. Jahrhunderts aus dem Kunsthistorischen Museum von Dr. Sabine Haag
- 2014 – Staatspreisträger:[1]
  - Museum der Träume von Jacqueline Kornmüller
  - Gemeindebuch Lech von Gemeinde Lech und Lutz Krause
  - Markus Jeschaunig. Line projects / Linienprojekte von Markus Jeschaunig
- 2013 – Staatspreisträger:
  - Jenny von Johanna Kliem, Norbert Kröll, Rick Reuther, Lena Ures und Johanna Wieser
  - Holzböden im Freien von ProHolz Austria
  - Katalog der Unordnung von Christoph Schörkhuber
- 2012 – Staatspreisträger:[1]
  - Das Bild der Anderen / Picturing Others von Vera Brandner
  - Hands have no tears to flow Reports from/without architecture von Arno Ritter
  - Unbuildable Tatlin?! von Klaus Bollinger und Florian Medicus
- 2011 – Staatspreisträger:[1]
  - Invisible Oil von Ernst Logar
  - Raum, verschraubt mit der Zeit von Hubertus Adam
  - Forschungsbericht 2009–2010 der Sankt Anna Kinderkrebsforschung
- 2010 – Staatspreisträger:[1]
  - Autobiographische Schriften von Thomas Bernhard
  - Schwarz heute jetzt habe dass schon fast vergessen von Franz Graf
  - Hanna Fuchs, Alban Berg und ein Streichquartett, genannt Lyrische Suite von Gerhard Fischer
- 2009 – Staatspreisträger:[1]
  - Blau. Giancarlo Godio. Ein Stern für die Bonne Cuisine von Gruppe Gut
  - Kamel bleibt Kamel von Antonie Schneider
  - konstantmodern. Fünf Positionen zur Architektur von Arno Ritter
- 2008 – Staatspreisträger:[1]
  - Nicht bei Trost. Haiku, endlos von Franz Dodel
  - Marte. Marte Architects von Bernhard Marte
  - Ringstraße ist überall von Christian Kühn

- 2007 – Staatspreisträger:[1]
  - Gottfried Semper. The Ideal Museum von Peter Noever, Harry Francis Mallgrave, Andrew Benjamin
  - Continuously von Walter Bohatsch, Mark Gilbert
  - 10 Ideas that will change the world or not herausgegeben von Alexander Doepel
- 2006 – Staatspreisträger:[1]
  - Schloss Eggenberg von Barbara Kaiser, Ulrich Becker; Verlag: Christian Brandstätter Verlag; Gestaltung: Kadadesign: Alexander Kada, Hermine Trummer
  - walter loos von Sonja Pisarik, Friedrich Achleitner, Oliver Kühschelm; Verlag: Holzhausen Verlag GmbH; Gestaltung: Gabriele Lenz
  - Holzspektrum von Josef Fellner, Alfred Teischinger, Walter Zschokke; Verlag: proHolz Austria; Gestaltung: Reinhard Gassner, Marcel Bachmann, Stefan Gassner

- 2005 – Staatspreisträger:[1]
  - wiener wohn_bau 1995–2005
  - 250 Jahre Schwarzenberg zum Hof 1755–2005 von Alois Niederstätter
  - Strategien des Handwerks. Sieben Porträts außergewöhnlicher Projekte in Europa

- 2004 – Staatspreisträger:[1]
  - Gehen über den Hügel von St. Margarethen von Stein zu Stein von Katharina Prantl, Zita Bereuter, Walter Bohatsch
  - Freuds verschwundene Nachbarn von Lydia Marinelli
  - Eins und eins ist elf von Hans-Joachim Gögl

- 2003 – Staatspreisträger:[1]
  - Frozen History von Josef Hoflehner

- 2002 – Staatspreisträger:[1]
  - Bauen in Tirol seit 1980 – Ein Führer zu den 260 sehenswerten Bauten von Otto Kapfinger
  - rammed earth/ Lehm und Architektur/ Terra Cruda/ Martin Rauch von Otto Kapfinger
  - Esel von Adelheid Dahimène
  - Von den wilden Frauen von Martin Auer

- 2000
  - Wörterbuch der Redensarten zu Karl Kraus’ Zeitschrift Die Fackel von Werner Welzig

- 1999
  - Welt aus Eisen –Waffen und Rüstungen aus dem Zeughaus in Graz von Alexander Kada

- 1998
  - Konrad Vogel – Neues Tierleben, von Friedrich C. Heller und Walter Schmögner

- 1993
  - Meistererzählungen von H.C. Andersen von Renate Habinger

- 1989
  - Musikalische Fischsuppe mit Reiseeindrücken – Eine Dokumentation über die Dadaisten 1921/22 in Tirol von Raoul Schrott